# 伯明翰軍團足球俱樂部
伯明翰軍團足球會是一間位於美國阿拉巴馬州伯明翰的職業足球俱樂部，現時參加美國足球冠軍聯賽。該隊於2013年8月成立，並在2018年前以伯明翰鐵錘（Birmingham Hammers）之名參賽，於2019年3月10日開始以軍團FC（Legion FC）名義進行首個職業賽季。

## 歷史
2017年8月9日，聯合足球聯盟（現稱美國足球冠軍聯賽），由美國足球聯合會認可的第二級聯賽，授予伯明翰一支球隊以開始參加2019年賽季比賽。2018年1月17日，球隊名稱揭曉為伯明翰軍團FC（Birmingham Legion FC），這個名稱是對於1927年開放的體育場“軍團場”（Legion Field）的致敬，但實際上他們在BBVA場地（BBVA Field）比賽，這是阿拉巴馬大學伯明翰分校足球項目的主場。
橡樹山高中（Oak Mountain High School）的畢業生、皇家君主的明星前鋒查德勒·霍夫曼（Chandler Hoffman）於2018年7月簽約成為球隊第一位球員 。在8月，球隊宣布湯姆·索恩（Tom Soehn）將成為伯明翰軍團的第一任主教練。
伯明翰軍團的首場職業比賽於2019年3月10日以0比2不敵柏林恒鋼鐵（Bethlehem Steel FC）。

## 外部連結
- 官方网站